# Ґранкін Павло Ерленович

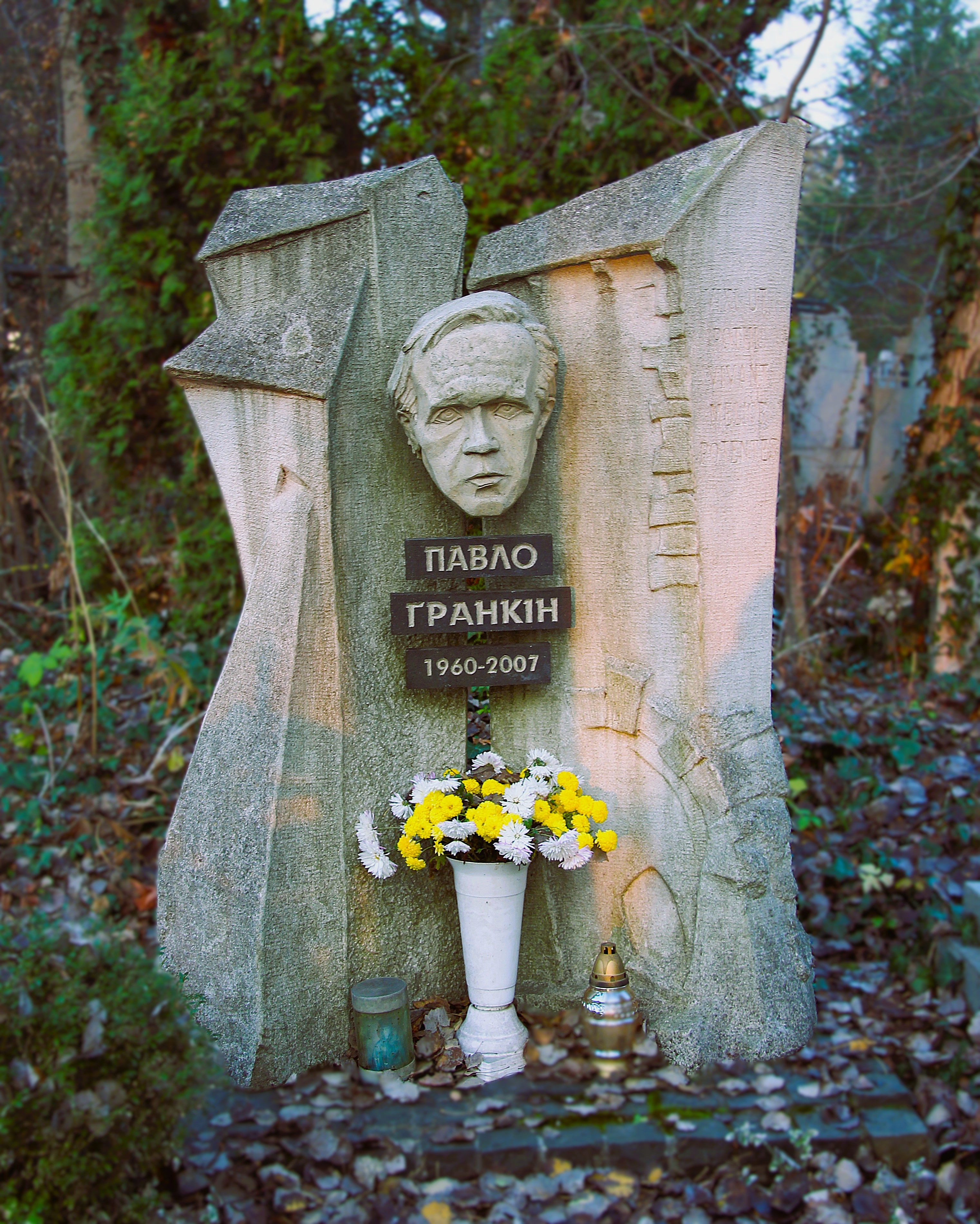
Пам'ятник на могилі Павла Гранкіна.

Павло Ерленович Ґранкін (27 грудня 1960, Львів — 8 вересня 2007, там само) — історик, мистецтвознавець, редактор, графік, публіцист.

## Життєпис
Народився 27 грудня 1960 року у м. Львові. У 1978 році закінчив львівську середню школу № 50. Після того, як не поступив на класичну філологію у Львівський університет, влаштувався у відділ інженерно-геодезичних робіт в «УкрЗахідДІІНТР», де пропрацював до 1983 року. Наступною сторінкою трудової біографії стала робота у книжковій фабриці «Атлас», де він пропрацював кілька років. У 1990-1994 роках Павло Ґранкін знову працював в геодезичній партії — в агропромисловому кооперативі «Вишукувач». Тоді сферою його зацікавлень стали вітражі. Він обійшов всі львівські брами і склав повний каталог вітражів. Від 1994 року починається плідна співпраця П. Ґранкіна з інститутом «Укрзахідпроектреставрація» та з видавництвом «Центр Європи». Працюючи в інституті «Укрзахідпроектреставрація», отримав від Управління охорони історичного середовища замовлення на паспортизацію та фотофіксацію всіх львівських вітражів.
Павло Ґранкін працював графіком, хоча спеціальної освіти не мав. У 1987 році брав участь у першій неформальній виставці у Львові «Запрошення до дискусії», яка була організована у Музеї фотографії (костел Марії Сніжної).
Відомий своєю редакторською діяльністю. Протягом 1999-2000 років — був членом редакційної ради журналу «Будуємо інакше», у 2003—2005 роках — випусковим редактором історико-культурного альманаху «Галицька брама». Автор численних публікацій у наукових та популярних виданнях: Вісник інституту «Укрзахідпроектреставрація», «Ринок Інсталяцій», «Будуємо інакше», «Аптека Галицька», «Електроінформ».
Статті дослідника стосувалися історії Львова та біографій видатних львів'ян:
«Залізничні алегорії на львівських вулицях», «З минулого станції Підзамче», «Вітражі Львова (до 1939 року)», «Львівський оперний театр: історія будови і реставрації», «Львівська хімічна фабрика TLEN», «Архітектор Юліян Цибульський», «Майстер неоготики Теодор Маріан Тальовський» та ін.
Похований у Львові, на 27 полі Сихівського  цвинтаря.

## Збірки робіт
- Павло Ґранкін: Статті (1996—2007). — Львів: Центр Європи, 2010. — 320 с.;
- Павло Ґранкін: Графіка / упор. та худ. оформлення Д. Фесенко. — Львів: Центр Європи, 2008. — 192 с.;